# ویکتور تومه
ویکتور تومه (لهستانی: Wiktor Thommée); (۳۰ دسامبر ۱۸۸۱ – ۱۲ سپتامبر ۱۹۶۲) از فرماندهان نظامی نیروی زمینی لهستان و کهنه سرباز جنگ جهانی اول و جنگ داخلی روسیه بود. شهرت او به خاطر فرماندهی واحد عملیاتی پیترکوف در نبرد بزورا طی تهاجم آلمان نازی به لهستان در سال ۱۹۳۹ است.

## دوران کودکی و جوانی
ویکتور تومه ۳۰ دسامبر ۱۸۸۱ در شونچیونیس واقع در امپراتوری روسیه (امروزه در لیتوانی) در خانواده‌ای لهستانی که اصالتی فرانسوی داشتند به دنیا آمد. پس از فارغ‌التحصیلی از مدرسه تجارت لیدا و دوگوپیلس او در سال ۱۹۰۱ به مدرسه افسری سن پترزبورگ رفت و سه سال بعد با درجه ستوانی از آن فارغ‌التحصیل گشت. طی سال‌های ۱۹۰۴–۱۹۰۵ در جنگ روسیه و ژاپن دو بار زخمی شد که به همین واسطه از خدمت معلق گشت و به عضویت مؤسسه تجاری خارکیف درآمد. در سال ۱۹۱۲ بار دیگر به خدمت ارتش امپراتوری روسیه درآمد و تا سال ۱۹۱۴ در آموزشگاه ستاد کل واقع در سن پترزبورگ تحصیل نمود.

## جنگ جهانی اول
با آغاز جنگ جهانی اول تومه به جبهه‌های نبرد فرستاده شد تا آنکه پس از وقوع انقلاب روسیه به نیروی زمینی لهستان پیوست. از نوامبر ۱۹۱۸ تومه در عمل رئیس ستاد لشکر ۴ تفنگداران لهستان تحت امر لوتسیان ژلیگفسکی بود که جزوی از ارتش آبی و متحد فرانسه، بریتانیا، ایالات متحده آمریکا و امپراتوری روسیه به حساب می‌آمدند. پس از بازگشت این یگان به لهستان، تومه به عنوان جزوی از لشکر ۱۰ پیاده‌نظام لهستان تا اوت ۱۹۱۹ در جنگ لهستان-شوروی شرکت نمود و از ماه اوت به فرماندهی یکی از واحدهای اطلاعاتی ارتش لهستان منصوب گشت. مدتی بعد و به درخواست خودش به خط مقدم برگردانده شد که تا پایان جنگ در همین موقعیت حضور داشت و در سال ۱۹۲۲ به درجه سرهنگی رسید.
با انعقاد پیمان صلح ریگا و پایان جنگ، تومه در عین فرماندهی واحدهای ارتش لهستان در گرودنو وارد دانشگاه دفاع ملی ورشو گشت. در سال ۱۹۲۳ درجه سرتیپ دوم به او اعطا و یک سال بعد فرماندهی لشکر ۱۵ پیاده‌نظام لهستان به او سپرده شد. در سال ۱۹۲۶ او به مدرسه نظامی سن-سیر واقع در پاریس فرستاده شد.

## جنگ جهانی دوم

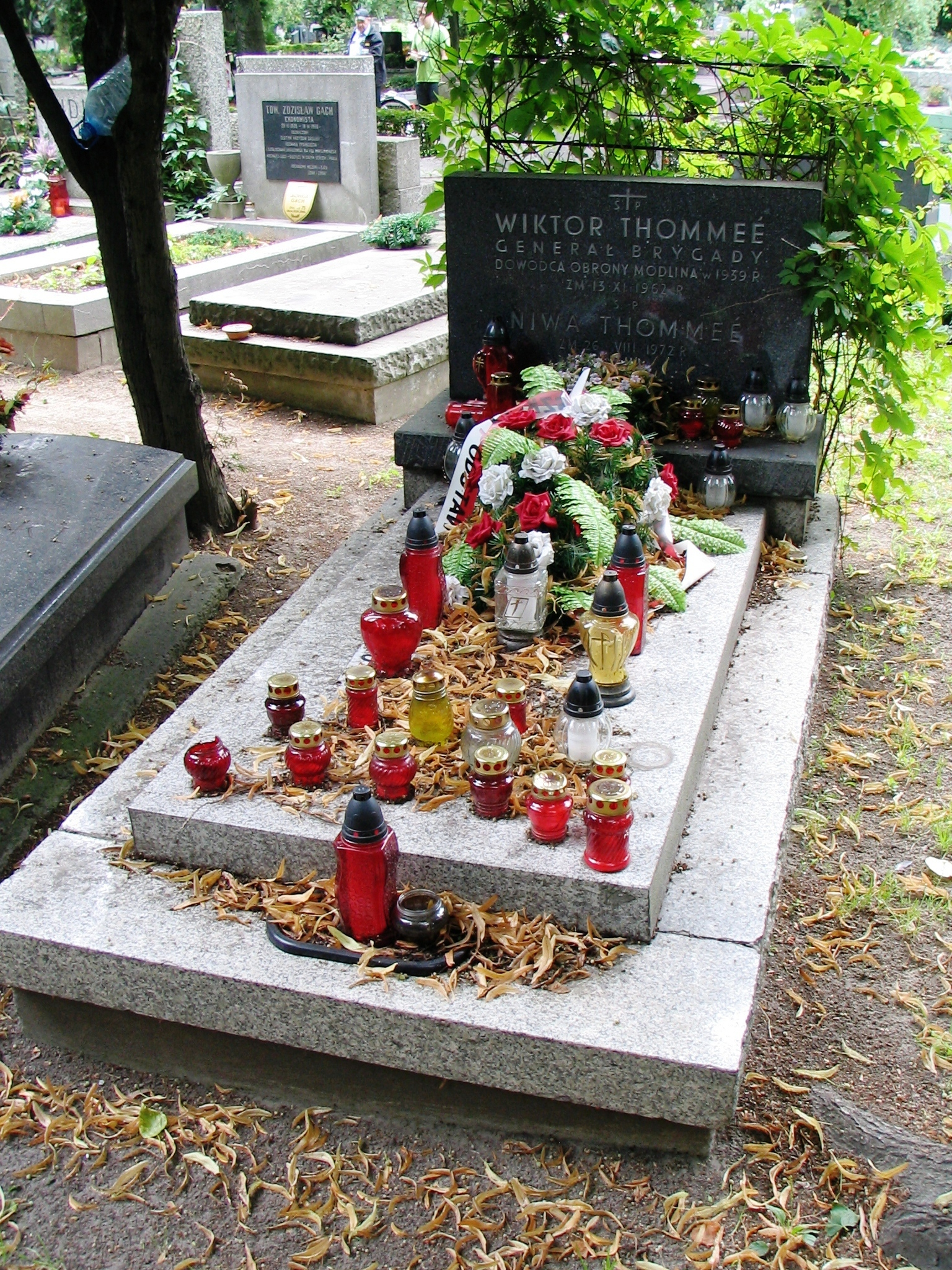
مقبره ویکتور تومه

با آغاز تهاجم آلمان نازی به لهستان در ۱ سپتامبر ۱۹۳۹ تومه به فرماندهی واحد عملیاتی پیترکوف که یکی از یگان‌های سپاه ووچ محسوب می‌گشت انتخاب شد. واحد تحت امر تومه تنها قسمت سپاه ووچ بود که طی نبرد مرزی آسیب بزرگی ندید و پس از آنکه یولیوس رومل سپاهش را ترک نمود و به سمت ورشو حرکت کرد، تومه فرماندهی واحدهای باقی مانده از سپاه ووچ را به عهده گرفت و عقب‌نشینی را سازمان‌دهی نمود. او ۸ سپتامبر در نبرد وولا سروسوا توانست لشکر ۱۰ پیاده‌نظام ورماخت را شکست داده و واحدهای خود را در ۱۳ سپتامبر به دژ مودلین برساند و در آنجا فرماندهی سپاه مودلین را به دست بگیرد. نیروهای تومه توانستند تا ۲۹ سپتامبر از دژ محاصره شده دفاع نمایند و پس از آن به دلیل کمبود مهمات و آذوقه، تومه مذاکرات دربارهٔ تسلیم واحدهای لهستانی را آغاز کرد که به موجب آن با لهستانی‌ها به عنوان اسیر جنگی رفتار شود و سپس آزاد شوند.
هرچند که آلمانی‌ها در ابتدا به شروط وفادار بودند اما در ۷ نوامبر تومه به همراه بخش بزرگی از افسران ستادش دستگیر و به آلمان فرستاده شدند. تومه باقی دوران جنگ جهانی دوم را در اردوگاه‌های اسرا آلمان نازی گذراند تا آنکه در سال ۱۹۴۵ آزاد شد و به بریتانیا رفت. در آنجا او به نیروهای مسلح لهستان در غرب پیوست اما بر خلاف بسیاری از دوستانش در سال ۱۹۴۷ به لهستان تحت اشغال کمونیست‌ها بازگشت. در آنجا تومه به صورت رسمی در ارتش پذیرفته شد اما پس از مدتی بازنشست گشت و حقوق بازنشستگی او نیز قطع گردید. تومه زندگی فقیرانه‌ای در گدنیا داشت و سرایداری می‌کرد. با مرگ بولسواف بیروت و تغییرات سیاسی پس از آن حقوق بازنشستگی تومه دوباره برقرار گشت و او به ورشو نقل مکان نمود.
ویکتور تومه در ۱۲ سپتامبر ۱۹۶۲ درگذشت و در گورستان نظامی پوزاکی دفن شد. دو سال پس از مرگش، در سال ۱۹۶۴ درجه سرلشکری به او داده شد.

## افتخارات
- نشان فضیلت نظامی
- نشان افتخار تولد لهستان
- صلیب دلاوری (لهستان)
- صلیب لیاقت (لهستان)
- صلیب استقلال